# Rolls-Royce Turbomeca RTM322
Le Safran RTM322 est un turbomoteur conçu par la coentreprise franco-britannique Rolls-Royce Turbomeca Limited et aujourd'hui produit par la société Safran Helicopter Engines. Il a été conçu pour équiper un large éventail de modèles d'hélicoptères civils et militaires, mais il peut également être utilisé dans des applications marines ou industrielles.

## Historique
La première commande pour le RTM322 fut reçue en 1992, afin de propulser 44 Merlins HM1 de la marine militaire britannique, qui entrèrent ensuite en service en 1998. D'après Rolls-Royce, plus de 2 200 moteurs sont en cours de commande ou ont été choisis en option, et environ 90 % des Merlins et 80 % des NH-90 utilisent ces moteurs.
En 2013, Turbomeca (désormais Safran Helicopter Engines) acquit l'intégralité du programme RTM322. Le moteur est désormais « 100 % Safran », le constructeur français devant dès lors produire et fournir l'assistance technique de ces moteurs. Cette acquisition a également permis à Safran Helicopter Engines de renforcer sa position dans le secteur de marché des moteurs à haut niveau de puissance, en préparation au lancement de la famille de moteurs Aneto, qui devra jouer dans la plage de puissance unitaire comprise entre 2 500 et plus de 3 000 ch.
En 2016, ce sont environ 1 100 moteurs RTM322 qui sont en service, ayant accumulé plus de deux millions d'heures de vol.

## Applications
Actuellement, trois modèles d'hélicoptères en service utilisent ce moteur :
- AgustaWestland Apache AH Mk.1[2] : Deux RTM322 Mk.250 (aussi désignés RTM322-02/8) de 2 270 ch (1 693 kW) chacun[1] ;
- AgustaWestland AW101 Merlin : Trois RTM322 Mk.250 de 2 270 ch (1 693 kW) chacun[1] ;
- NHIndustries NH90 : Deux RTM322-01/9 de 2 412 ch (1 799 kW) ou deux RTM322-01/9A de 2 544 ch (1 897 kW) chacun[1].

Il équipe également le girodyne expérimental Eurocopter X3 (prononcer « X-cube »), et a été proposé comme remplaçant des moteurs existants sur l'hélicoptère américain UH-60 Black Hawk.